# Kefija

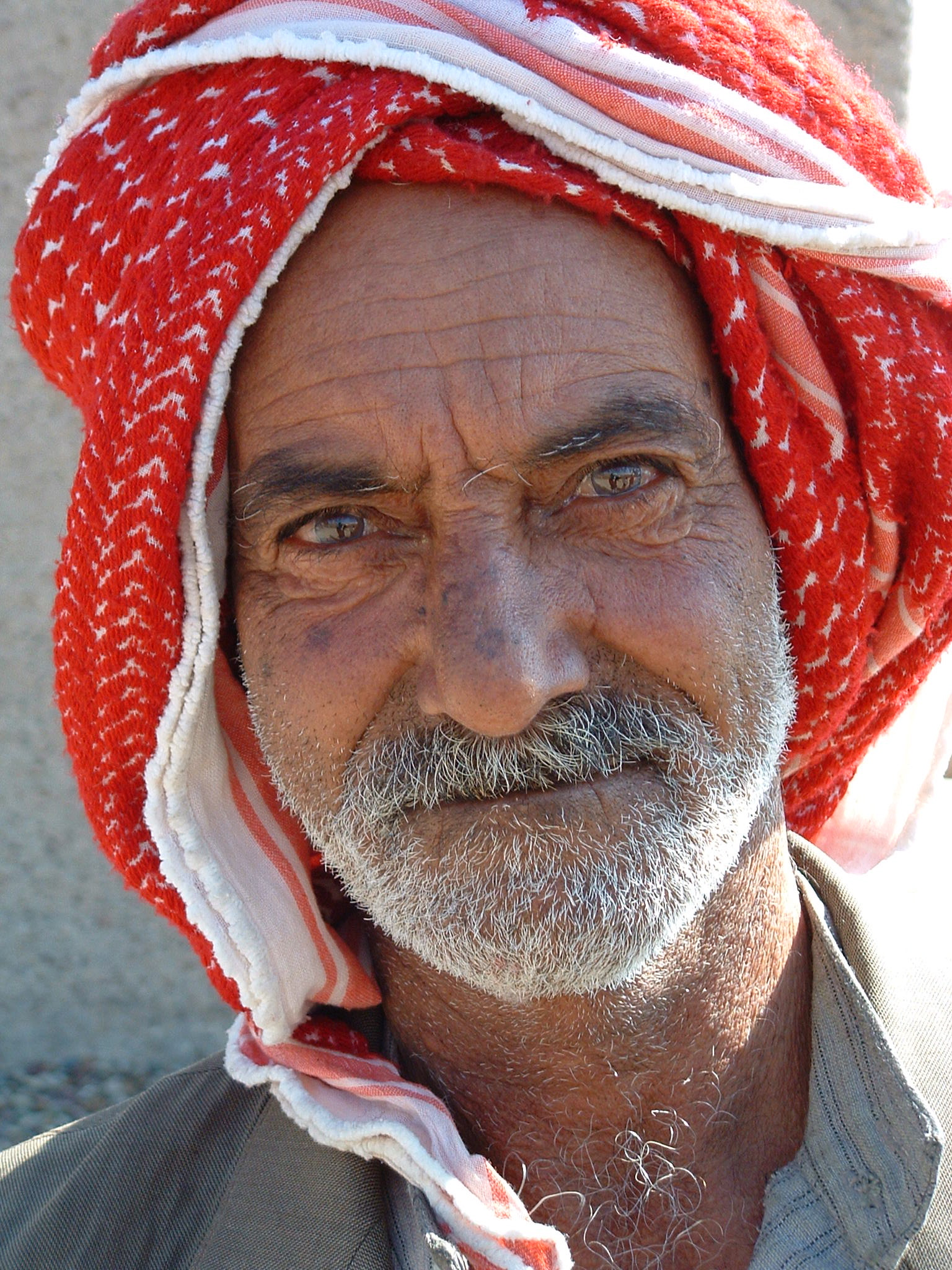
Irakijczyk noszący kefiję jak turban

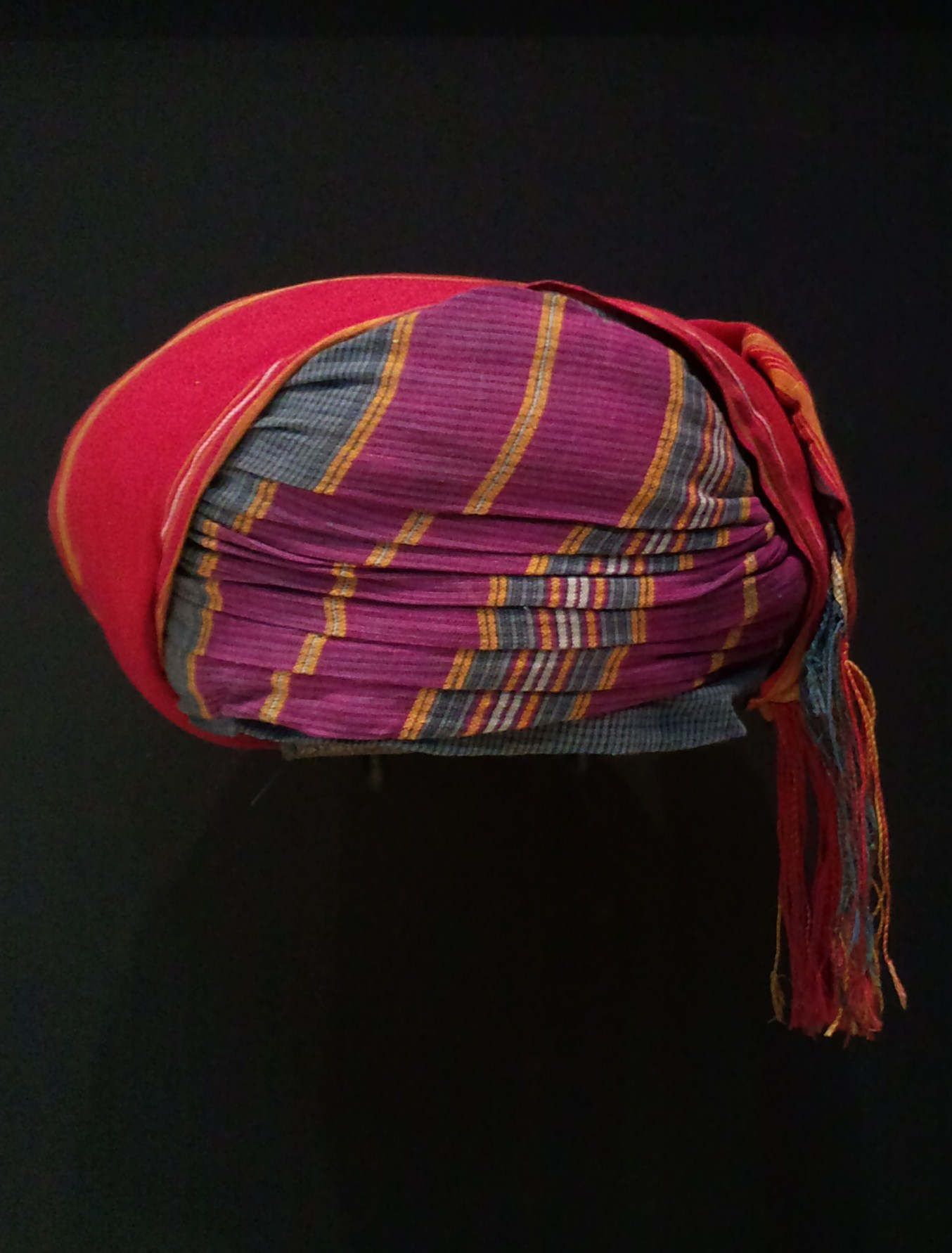
Królewska kefija Omanu

Kefija (arab.: كوفية, kūfīyah) – tradycyjne arabskie nakrycie głowy. Kwadratowy kawałek materiału, przeważnie bawełniany, złożony i owinięty w różny sposób dookoła głowy. Występuje wiele odmian, wiele palestyńskich kefiji jest wykonanych z mieszaniny bawełny i wełny, która charakteryzuje się tym, iż zachowuje ciepło i schnie szybko. Przeważnie złożona na pół, tak iż formuje się trójkąt, sfałdowany następnie na czole. Często kefija utrzymywana jest na odpowiednim miejscu za pomocą pętli ze sznurka, nazywanej agal (عقال, ʿiqāl). Niektórzy noszący tę chustę formują z niej turban, podczas gdy inni noszą ją luźno opadającą na ramiona i plecy. Kefija najczęściej jest biała, z czarnym lub czerwonym wzorem. Prosta, biała kefija jest najbardziej popularna w państwach Zatoki Perskiej, wypierając niemal całkiem inne wzory z Kuwejtu i Bahrajnu. Biało-czarna kefija jest najbardziej rozpowszechniona w krajach Lewantu. Biało-czerwona natomiast jest najbardziej związana z Jordanią.
Kefija jest często wymawiane jako keffijeh, keffija, kaffija, kufija i in. To pokazuje różne rozumienie i transliterację języka arabskiego na alfabet łaciński, które różnią się w zależności od regionu. Uważa się, że nazwa wywodzi się od miasta Kufa (الكوفة, al-kūfah). Czasem używana jest nazwa ghutra (غطرة, ġuṭrah głównie w Arabii Saudyjskiej i Bahrajnie), szmagh (شماغ, šmāġ) lub hatta (حطّة, ḥaṭṭah). W Polsce potocznie funkcjonuje nazwa arafatka. Nazwa pochodzi od nieżyjącego przywódcy Palestyńczyków – Jasera Arafata.

## Palestyński symbol narodowy
W latach 30., kefija stała się symbolem palestyńskiego ruchu narodowego, jako efekt skojarzenia jej z terenami i ludnością wiejską (w opozycji do noszonych przez mieszkańców miast fezów). Była używana przez Palestyńczyków popierających wielkiego muftiego Jerozolimy Amina al-Husajniego w czasie tzw. Wielkiego Powstania (buntu Arabów palestyńskich wobec brytyjskich władz mandatowych, trwającego w latach 1936–1939). Brytyjczycy zabronili noszenia kefii w Dżaninie, pojawiła się nawet propozycja naczelnego dowódcy, aby zamykać wszystkich je noszących, ale nie zostało to podchwycone przez jego podwładnych. Później stała się „znakiem firmowym” Jasera Arafata, którego trudno było ujrzeć, a co dopiero sfotografować bez tej charakterystycznej chusty. Nosił on kefiję w sposób tradycyjny, ale także zawiązywał sobie drugą na szyi.
Drugą znaną osobą noszącą kefiję była Lajla Chalid, członkini zbrojnego skrzydła Ludowego Frontu Wyzwolenia Palestyny (LFWP). Kilkanaście fotografii terrorystki pojawiło się w zachodniej prasie po porwaniach samolotów przez LFWP w 1969 i 1970 roku. Przeważnie przedstawiały one Lajlę noszącą kefiję w stylu muzułmańskiej kobiety (hidżab), udrapowanej na głowie i ramionach. Było to o tyle niezwykłe, iż kefiję kojarzono z arabskim maskulinizmem, stąd taki wizerunek brano za manifest równości z mężczyznami w walce zbrojnej z Izraelem.
Od wybuchu pierwszej intifady i pojawieniu się Hamasu, jako rywala Organizacji Wyzwolenia Palestyny (OWP), kolor wzorów na chuście świadczy obecnie o politycznych sympatiach noszącego. Biało-czarna, „palestyńska” kefija kojarzona jest obecnie z OWP i Fatahem. Zielona, będąca koloru islamu, łączy się z sympatiami wobec Islamskiego Dżihadu. Czerwona kojarzona jest z socjalizmem i zwolennikami ruchów panarabskich. Często noszą ją członkowie Ludowego Frontu Wyzwolenia Palestyny i Demokratycznego Frontu Wyzwolenia Palestyny. Czasem jest także noszony przez sympatyków Hamasu, którego członkowie najczęściej używają masek narciarskich.

## Ludzie z Zachodu noszący kefije
Prawdopodobnie najbardziej znaną osobą pochodzącą z Zachodu noszącą kefiję był brytyjski pułkownik Thomas Edward Lawrence (znany bardziej jako Lawrence z Arabii), który używał prostej, białej chusty. Ubierał się w stylu arabskim, aby uzyskać poparcie Arabów, którymi dowodził w czasie I wojny światowej. Jego wizerunek został spopularyzowany przez film  Lawrence z Arabii, w którym Lawrence’a grał Peter O’Toole.
Z powodu postrzegania Arabów jako sprzymierzeńców w czasie I wojny światowej, nieme kino zwłaszcza amerykańskie chętnie używało kefiji jako charakterystycznego elementu kostiumów. Przykładem tutaj może być rola Rudolfa Valentino w produkcjach Szejk (1921) i Syn Szejka (1926). Kefija niewątpliwie służyła do dodania „egzotyki” fabule filmu.
Wzrost sympatii do Palestyńczyków, zwłaszcza w latach po podpisaniu porozumień z Oslo (1993), doprowadził do szerokiego używania kefiji jako symbolu solidarności z narodem palestyńskim. Na Zachodzie najpopularniejsze stały się biało-czarne, klasyczne chusty. Najczęściej noszone na szyi niczym zawinięty szal. Później pojawiły się także zakończone prostokątnie, z wizerunkami palestyńskich flag. Po wybuchu intifady Al-Aksa w 2000 roku na wielu kefijach zaczęto umieszczać także graficzne wizerunki Meczetu Al-Aksa.
Z wielu różnych powodów, amerykańscy i brytyjscy żołnierze podczas wojny z Irakiem i późniejszej jego okupacji, często byli fotografowani i filmowani z kefijami na szyjach. Najczęściej były one koloru khaki i z czarnym wzorem. Powodem tego mogły być próby zjednania sobie arabskich mieszkańców, jak również względy praktyczne. Najczęściej spotyka się obrazy żołnierzy noszących kefije złożone w trójkąt i zawiązane wokół szyi. W ten sposób chustą można zakryć nos i usta, co w połączeniu z goglami lub okularami zapewnia doskonałą ochronę przed piaskiem pustynnym, kefija na szyi miała także zapobiegać jej otarciom od kołnierza kamizelki kuloodpornej.